# Cervecerías Kaiser
Cervecerías Kaiser (en portugués: Cervejarias Kaiser) fundada en 1980, fue una empresa brasileña dedicada a la elaboración, distribución y venta de cerveza en Brasil.
La Cervecera Kaiser es reestructurada en 2010 a Heineken International, al ser adquirida a FEMSA en ese mismo año.

## Historia
En 1980 el grupo Gonçalves-Guarany dueño de una franquicia de Coca-Cola en Minas Gerais, sufrió una amenaza de bancarrota al perder, gradualmente, su participación en el mercado de las gaseosas debido a que Brahma y Antártica promovieron atar sus refrescos junto con sus cervezas a los puntos de venta. Luiz Otávio Pôssas Gonçalves, uno de los principales accionistas decidió que con una cerveza, podría hacer frente a las dos marcas. Tomó un curso de maestro cervecero en Munich y el 22 de abril de 1982 lanza la Cerveza Kaiser al mercado brasileño.
En cuatro meses Coca-Cola fue capaz de aumentar su participación de mercado de un 15 a 48%, por lo que las otras embotelladora en el país querían participar en Kaiser. Esta participación se logró adquiriendo ese mismo año la Cervecería Mogiana localizada en Mogi Mirim, São Paulo.
Una tercera planta fue construida en 1983 y con la asistencia técnica de Heineken se logró en 15 años construir 4 plantas adicionales.
La planta de Mogi Mirim fue vendida a José de Sousa Cintra dueño de Cervecería Cintra en 1997.

## Organización
En 1984, Coca-Cola compró el 10% de Kaiser. En los años 90, la cervecera holandesa Heineken adquirió el 14,2% de la compañía. En 1999, Kaiser ocupó el segundo lugar en ventas en Brasil, con el 26,2% del mercado, solo por detrás de Brahma.
Ante la reducción de mercado por la fusión de Antarctica y Brahma en AmBev ocurrida en 1999, la fábrica de cerveza canadiense Molson, que operaba en Brasil desde la compra que realizó de Bavaria, compra a Kaiser por US$765 Millones en marzo de 2002. Heineken como socio de negocios, desembolsó US$220 millones para ampliar 20% su participación en la empresa. En ese momento, Kaiser tenía 8 fábricas y 15% del mercado brasileño.
En 2006, cuando el control accionario pasa a la mexicana FEMSA, la empresa pasó a denominarse Femsa Cerveza Brasil. El capital de la sociedad quedó en un 15% de Molson, y otro 17% de Heineken, con el 68% restante se compra por US$68 millones.
En 2010, Heineken anunció la compra de la participación restante del 83% que era propiedad de FEMSA, la cual estuvo sujeta y aprobada por las leyes regulatorias de Brasil y de los accionistas de FEMSA y Heineken. A raíz del cambio accionario la cervecería cambió su nombre a Cervejaria HEINEKEN Brasil. En 2011, Heineken reinventó la marcar Kaiser con el fin de recuperar las ventas, debido a que tenía sólo 4% del mercado.

## Productos
- Cerveza Kaiser